# イーハトーヴ交響曲
『イーハトーヴ交響曲』（イーハトーヴこうきょうきょく）は、VOCALOID・初音ミクをソリストとして、日本の作曲家・冨田勲が手掛けた交響曲。2012年11月23日、東京オペラシティで初公演となった。

## 概要
本作品は、2012年11月23日、東京オペラシティにて、指揮者・大友直人のもと、日本フィルハーモニー交響楽団による演奏を初演とする。宮沢賢治の文学作品を題材とした全7楽章であり、管弦楽と合唱のほか、バーチャルシンガーの初音ミクをソリストに採用した。
本作品の作曲を手掛けた冨田勲は、本作品の題材である宮沢賢治の世界観は、第二次世界大戦時下に少年時代を過ごした勲を魅了し、その「サイケデリック」と形容する色彩感を自作品で表現するという積年の思いから本作品が作曲される（詳細は「#制作」参照）。
ソリストとして起用された初音ミクは、ヤマハが開発した音声合成技術を用いたVOCALOIDとして、2007年に発売されたソフトウェアおよび製品のパッケージキャラクターである。本作品の初演当時、数多くのメディア展開が成されており、中には初音ミクが登場するライブ演出も国内外を問わず行われてきた。しかし、本作品の場合は、歌唱とCGモーションの全てが指揮者に合わせたリアルタイム演奏としての出演となり、この演出は当時の革新的なものとされる（詳細は「#制作」参照）。
冨田勲の次作『ドクター・コッペリウス』（2016年）でも初音ミクが起用されるものの、同氏が同作の完成を目前に死没したことで未完の遺作ともなった。

## 制作

### 作曲
作曲者・冨田勲は、手塚治虫の同名漫画を原作とするテレビアニメ『ジャングル大帝』・『リボンの騎士』、あるいは大河ドラマの音楽でも知られる。また、シンセサイザーを個人購入した日本初の人物でもあり、クラシック音楽のシンセ・アレンジによる「月の光」・「惑星」が、全世界的ヒットという実績を持つ。先述「#概要」の通り、本作品の題材である宮沢賢治の世界観は、「サイケデリック」と形容する色彩感を自作品で表現するという積年の思いから本作品が作曲された。後年に発売されたアルバム特設サイトでは、日本の電子音楽の始祖として、勲の夢である「機械が歌う」に呼応するかのような存在・初音ミクの起用もあり、勲の半世紀に渡る「総決算であり、新たな出発点」と紹介される。
2016年、次作『ドクター・コッペリウス』制作中に倒れた勲の没後、本作品の立役者の1人でもある”初音ミクの生みの親”・伊藤博之（クリプトン・フューチャー・メディア社長）は、2012年3月に訪れた知人のスタジオに居合わせたことで、博之にとって「雲の上の存在」であった勲との初体面を果たしたのだと明かす。当時を振り返る博之の談によれば、勲から「僕はシンセサイザーに歌を歌わせたい、喋らせたいということを試みていたんだけど、なかなか上手くいかなくてねえ」と語られ、初音ミクの歌声を聴いて衝撃を受けたのだと告げられ、ミク歌唱の作品制作にも関心を示していたという。また、本人の希望もあって招いた「ミクの日感謝祭」（同月）で再会した勲の様子を振り返る博之は、「直立不動でいらっしゃいました。ステージを観察されていたのかな？」とも発言しており、言外にも勲の初音ミクに対する関心が窺える。ただし、博之の見解では、初体面時から同年11月初演までの期間を鑑みて、「多分“ミクがいるから作ろう”と思ったわけではない」と考察しており、本作品の構想は博之との初体面以前からだったとされた。

### ソリスト
先述「#概要」の通り、ソリストとして起用された初音ミクは、音声合成ソフト・VOCALOIDであり、トリガーによる音声出力とスクリーンへの同期システムが使用されたことで、歌唱とCGモーションの全てが指揮者に合わせたリアルタイム演奏であることが革新的とされる。このオリジナルシステムは、本作品と勲の遺作ともなった『ドクター・コッペリウス』（2016年初演）でのみ使用されたという（2021年時点）。再演に際しては、より高速且つ高機能なシステムをエンジンごと新規に開発。CG自体も新たなものとなり、前回よりも進化したミクのパフォーマンスとなった。
作曲者・冨田勲本人の視座には、本作品でミクを「プリマ」として捉えるのは、人形浄瑠璃などをも例に挙げ、「人間が生で演ずるよりもすごいもの」があり、「人形だからこそ、人間以上のものが出てくる」と語っている。中学校1年生で終戦を迎えた折、玉音放送を耳にした当時の心のうちについて、「これって本当に天皇の声なのか、ということ。だって、『神』だった天皇の声を、それまで誰が耳にしましたか？　天皇の声と言われるがままに信じこみ、泣いたり沈んだりするならば、心まで支配されていることになるのでは、と」と明かす。前述の通り、勲の小学生時代は、戦時下の熱に浮かされた大人の隣で漠然な不安感を抱えていたものであり、一方で宮沢賢治に惹かれていたことに、この終戦を経て、「僕らのほうが、ずっと『真実』を見ていた」のではないかと呈した上で、ミク歌唱の本作品は、「この世のものではない世界からの声。賢治の世界を表現するには、絶対に不可欠だと思った」と語った。

## 初演
初演時の公演は、初演日と同日に始動した新メディア「TOWER RECORDOMMUNE SHIBUYA」（DOMMUNE・タワーレコード）にて、開局記念番組「ISAO TOMITA feat. HATSUNE MIKU 冨田勲「イーハトーヴ交響曲」世界初演 生中継！ feat. 初音ミク」が生配信されている。また、冨田勲と伊藤博之（クリプトン・フューチャー・メディア社長）のトーク番組「「イーハトーヴ交響曲」の全貌～冨田勲×宮沢賢治×初音ミク」も同日中に配信された。
また、ライブ録音を収録したアルバムは、翌2013年1月23日、日本コロムビアより発売されると、1万枚を超える、このジャンルでは異例のヒット作品ともなった（詳細は「#アルバム」参照）。
- 指揮：大友直人
- オーケストラ：日本フィルハーモニー交響楽団
- ソリスト：初音ミク（ライブ演奏：篠田元一）
- パーカッション：梯郁夫
- エレクトロニクス：ことぶき光
- 合唱：慶應義塾ワグネル・ソサィエティー男声合唱団、同OB合唱団、聖心女子大学グリークラブ（合唱指揮：下河原健太）、シンフォニーヒルズ少年少女合唱団（児童合唱指揮：宮本益光）
- 演奏時間：計35分50秒

## 構成
- 第1楽章 - 岩手山の大鷲〈種山ヶ原の牧歌〉
- 第2楽章 - 剣舞／星めぐりの歌
- 第3楽章 - 注文の多い料理店 ※
- 第4楽章 - 風の又三郎 ※
- 第5楽章 - 銀河鉄道の夜 ※
- 第6楽章 - 雨にも負けず
- 第7楽章 - 岩手山の大鷲〈種山ヶ原の牧歌〉 ※

※ は初音ミクによる歌唱のある楽章

### 引用曲
初演時のパンフレットに「引用曲」として以下の曲が挙げられている。
- 宮澤賢治（作詞）､ 杉原泰蔵（作曲）「風の叉三郎」（1940年の同題の日活映画の主題曲）－　引用先：風の又三郎（第3楽章）．
- ヴァンサン・ダンディ（作曲）「フランスの山人の歌による交響曲」　－　引用先：岩手山の大鷲（第1楽章）、剣舞（第2楽章）、注文の多い料理店（第3楽章）、剣舞（第7楽章）．
- セルゲイ・ラフマニノフ（作曲）「交響曲第2番」第3楽章　－　引用先：銀河鉄道の夜（第5楽章）．
- 宮澤賢治（作詞、編曲）「種山ヵ原」[6]　－　引用先：岩手山の大鷲（第1楽章、第7楽章）．
- 宮澤賢治（作詞、編曲）「牧歌」[6]　－　引用先：岩手山の大鷲（第1楽章、第7楽章）．
- 宮澤賢治（作詞、編曲）「剣舞の歌」[6]　－　引用先：剣舞（第2楽章）．
- 宮澤賢治（作詞、作曲）「星めぐりの歌」[7]　－　引用先：剣舞（第2楽章）．

### 曲のなかで想定あるいは引用している宮澤賢治の作品
- 「注文の多い料理店」[注 1]
- 「風の叉三郎」[注 2]
- 「銀河鉄道の夜」[注 3]
- 「雨ニモマケズ」[注 4]

## アルバム
初演のライブ録音のアルバムが日本コロムビアから2013年1月23日にCOGQ-62 Hybrid CD（CD、SACD両対応）として発売されている。『イーハトーヴ交響曲』の他、アンコールの2曲「リボンの騎士」「青い地球は誰のもの」（いずれも冨田勲の作曲）も収録されている。
2013年9月15日（東京公演）のライブ映像＋録音のブルーレイアルバム「イーハトーヴ交響曲 [Blu-ray]」が日本コロムビアから2014年3月19日に発売されている（品番：COXO-1074）。（出演: 初音ミク、 河合尚市(指揮)、東京フィルハーモニー交響楽団、ことぶき光、鈴木隆太、慶應義塾ワグネル・ソサィエティー男声合唱団）。
2021年3月31日に、初演ライブの録音をLPレコード（アンコール曲を7ｃｍEP盤に入れた）二枚組にしたものが日本コロムビアから（品番COJO-9410～1、刺繍アート豪華盤が品番COJO-9412～3として）発売される。一新されたパッケージなどのアートワーク全般は、「初音ミク シンフォニー」でもお馴染みのRellaが担当している。

## 演奏記録
- 2012年11月23日（金祝）：(初演)、於東京オペラシティ、出演：大友直人（指揮）、日本フィルハーモニー交響楽団ほか ※ ダイジェスト映像 url=<https://www.youtube.com/watch?v=orEEq7GWXTw>　ライブレポートurl=<http://billboard-cc.com/classics/2012/12/tomita_report/>
- 2013年8月29日（木）PM19:00から： 於岩手県・花巻市文化会館 大ホール;出演：大友直人（指揮），日本フィルハーモニー交響楽団ほか　※ ダイジェスト映像 url=<https://www.youtube.com/watch?v=wL8rLJirHVc>
- 2013年9月1日（日）：於愛知県芸術劇場 大ホール；出演：大友直人（指揮）、セントラル愛知交響楽団、混声合唱団スコラカントルーム名古屋、名古屋少年少女合唱団ほか。
- 2013年9月15日（日）PM13:30からと18:00からの2回：於東京渋谷Bunkamuraオーチャードホール；出演：河合尚市（指揮）、東京フィルハーモニー交響楽団、鈴木隆太（キーボード）、慶應義塾ワグネル・ソサィエティー男声合唱団、聖心女子大学グリークラブ、シンフォニーヒルズ少年少女合唱団 ほか　※　ダイジェスト映像 url=<https://www.youtube.com/watch?v=QYJ1sW6RgdQ>
- 2013年9月16日（月祝）PM13:30から：於東京渋谷Bunkamuraオーチャードホール；出演：河合尚市（指揮）、東京フィルハーモニー交響楽団、鈴木隆太（キーボード）、慶應義塾ワグネル・ソサィエティー男声合唱団、聖心女子大学グリークラブ、シンフォニーヒルズ少年少女合唱団 ほか
- 2013年9月21日（土）PM15:00から：於大阪・オリックス劇場；出演：河合尚市（指揮）、大阪交響楽団、イーハトーヴ特別大合唱団 ほか
- 2014年8月19日(火)PM18:30から：於大阪府・中之島のフェスティバルホール、大阪芸術大学開催の「プロムナードコンサート2014」で初音ミク×「イーハトーヴ 交響曲」の演奏（指揮：大友直人） url=<http://www.osaka-geidai.ac.jp/geidai/tokusyuu/tokuen-s2014/>
- 2014年11月25日（火）：岩手県民会館大ホールで開かれた「題名のない音楽会」でTV番組収録用に「イーハトーヴ交響曲」の吹奏曲版を演奏。放送は2015年3月8日（日） 09:00～09:30　テレビ朝日「題名のない音楽会 ー 東北から響け！(2)宮沢賢治のイーハトーヴ交響曲」　url=<https://www.tv-asahi.co.jp/daimei_2014/contents/Broadcast/0029/>。（ただし放送番組は30分枠である。）
- 2015年5月20日(水)PM19:30から：中国の北京世紀劇院にて、中国政府文化部など主催の「相約北京」で初音ミク×「イーハトーヴ 交響曲」の演奏（指揮：河合尚市）、EOS交響文献楽団、イーハトーヴシンガーズ ほか[10]
- 2015年11月26日（木）PM15:25-PM16:26: 於岩手県民会館大ホール；演奏いわてフィルハーモニ―、ほか　※ PM13:00から開始の 「いわて教育の日」制定10周年記念「いわて教育の日」のつどいの一部分として。（冨田氏在命中に行われた本曲の最後の演奏）。
- 2016年11月11日(金)-12日（土）に計3回上演された「冨田勲 追悼特別公演 冨田勲×初音ミク『ドクター・コッペリウス』」の公演の第1部で『イーハトーヴ交響曲』を演奏。
- 2019年9月6日(金)にウェスタ川越 大ホールで開かれた冨田勲氏に捧げるトリビュート・コンサート「冨田勲という宇宙」の中で、イーハトーヴ交響曲より　5.銀河鉄道の夜 〜 6.雨にも負けず 〜 7.岩手山の大鷲〈種山ヶ原の牧歌〉が（合唱も付けて）演奏された（指揮：河合尚市）。url=<http://www.einsatz.co.jp/tomita/info.html>

### その他
- 2012年12月8日（土）NHK総合 0：55～1：39：　「MAGネット」[11]
- 2012年12月15日（土）　テレビ東京系列6局ネット 16：00～：「Billboard JAPAN Music Awards 2012」[11]
- 2012年12月24日（月・祝）　東京MX：「初音ミクのかたち」[11]
- 2013年1月10日（木）　スペースシャワーTV 19：00～20：00：「音楽ヒミツ情報機関MI6」[11]
- 2013年2月3日（日）　NHK Eテレ 22：00～：「ETV特集　冨田勲80歳の挑戦（仮）」[11]